# Liste der ältesten Universitäten

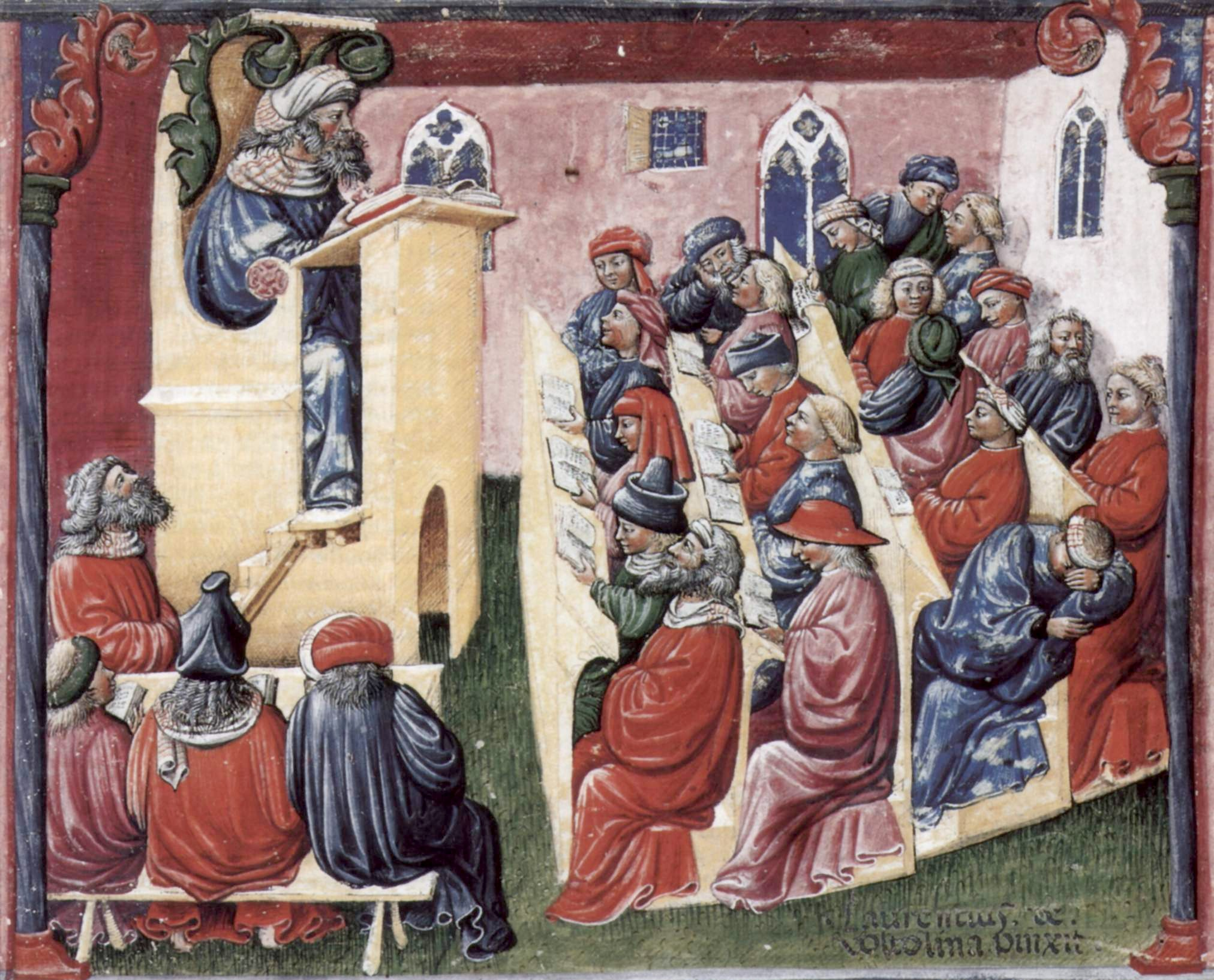
Henricus de Alemannia vor seinen Schülern. Buchmalerei aus der 2. Hälfte des 14. Jahrhunderts

Die Liste der ältesten Universitäten führt alle Universitätsgründungen bis 1800 in Europa und in den überseeischen europäischen Kolonien auf, unabhängig davon, ob die Universität später aufgelöst wurde. Als Gründungstermin gilt das Jahr, in dem das Universitätsprivileg erteilt wurde. Vorgängerinstitutionen und spätere Neugründungen werden vermerkt.
Im Mittelalter und in der Frühen Neuzeit war neben der finanziellen Ausstattung durch die Stadt und/oder einen Fürsten für die Gründung einer Universität sowohl eine päpstliche Bulle als auch ein Universitätsprivileg des Landesherrn nötig, im Heiligen Römischen Reich des Kaisers. Eine Ausnahme hiervon machen die frühesten europäischen Universitäten bis in das frühe 13. Jahrhundert, da es sich nach heutigem Sprachgebrauch dabei häufig eher um einzelne Fakultäten handelte, die sich langsam zu Universitäten entwickelten, ohne dass sich ein genaues Gründungsjahr festlegen ließe.

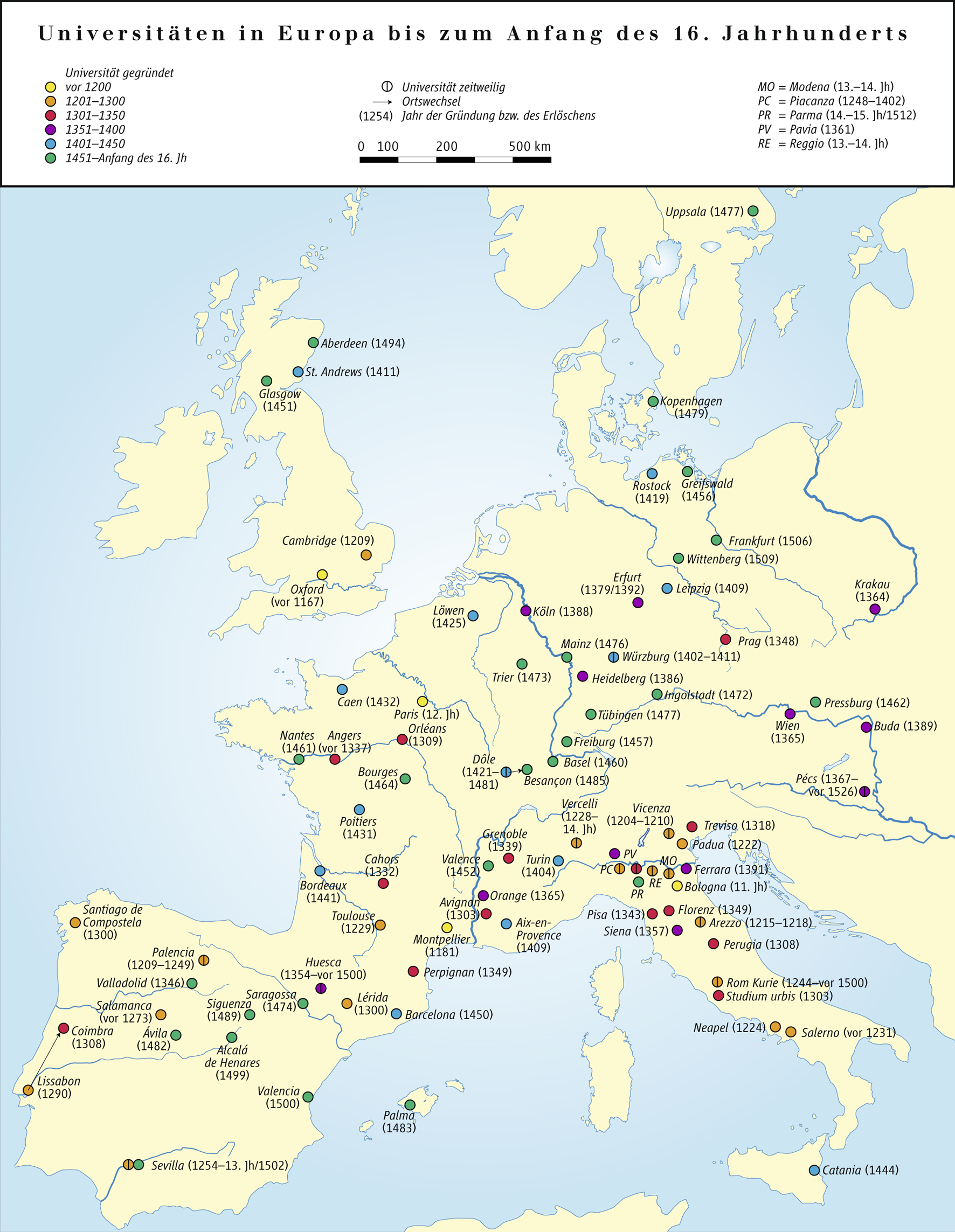
Universitäten in Europa

Die Universität Neapel war bereits im 13. Jahrhundert europaweit die erste Universität, die ohne päpstliche Bulle lehrte. Erst wieder ab dem 16. Jahrhundert wurden weitere lutherische Universitäten ohne päpstliche Bulle gegründet. Daneben traten zahlreiche calvinistische Hochschulen an die Seite der Universitäten, die zwar quasi-universitäre Ausbildungen anboten, aber nicht über das kaiserliche Universitätsprivileg verfügten und deshalb keine akademischen Grade verleihen durften. Diese Hochschulen sind nicht in der Liste berücksichtigt.
Höhere Lehranstalten vor dem Mittelalter sowie außerhalb Europas wiesen zu den abendländisch-mittelalterlichen Universitäten entscheidende Unterschiede auf, weswegen die Universität als eine genuine Schöpfung zur Zeit des Mittelalters in Europa angesehen wird. Seit dem späten 19. Jahrhundert wurde dieses Universitätskonzept auch weltweit außerhalb des europäischen Kulturkreises übernommen. Zu den Universitäten mit der längsten Vorgeschichte außerhalb Europas zählen die Nalanda Universität, die Universität Fès, die al-Azhar-Universität in Kairo, die al-Mustansiriyya-Universität in Bagdad, Sankoré Madrasah in Timbuktu, die Sungkyunkwan University in Seoul, die Universität Istanbul und die Universität von Konstantinopel.

## Liste der Universitäten
| Gegründet                   | Universität                 | Geschichte |
| --------------------------- | --------------------------- | --- |
| 962                         | Parma                       | erste Universität in Italien; zunächst nur Studium der freien Künste, juristische und medizinische Fakultät im 13. Jh. hinzugefügt; zwischen dem 14. und 19. Jh. mehrfach geschlossen und wiedereröffnet |
| 10. Jahrhundert             | Salerno                     | Universitätsstatus fragwürdig; medizinische Fakultät |
| Ende des 11. Jahrhunderts   | Bologna                     | genaue Datierung der Gründung nicht möglich; offizielles Gründungsjahr 1088; Ende des 11. Jahrhunderts gab es nachweislich eine Rechtsschule; schrittweise Entwicklung zur Universität |
| Ende des 12. Jahrhunderts   | Oxford                      | trotz Anzeichen für Lehrtätigkeit um das Jahr 1096 ist genaue Datierung der Gründung nicht möglich; 1167 verbot Heinrich II. englischen Studenten, in Paris zu studieren, anschließend rasches Wachsen der Oxforder Schule; schrittweise Entwicklung zur Universität |
| Anfang des 13. Jahrhunderts | Paris                       | als Domschule bestand sie seit dem Beginn des 12. Jahrhunderts; 1793 geschlossen und 1896 wiedereröffnet; 1971 in verschiedene autonome Universitäten aufgeteilt |
| 1204                        | Vicenza                     | Ende nach 1209 |
| 1208                        | Palencia                    | gegründet durch Alfons VIII. von Kastilien; um 1250 aufgelöst |
| 1209–1225/1284              | Cambridge                   | Die Universität entstand der Legende nach im Jahr 1209 durch den Auszug von Dozenten und Studenten aus Oxford, als offizielles Gründungsdatum gilt jedoch das des ersten Colleges (Peterhouse) 1284 |
| Anfang des 13. Jahrhunderts | Montpellier                 | Medizinunterricht seit 1180, seit 1220 erste medizinische Fakultät Frankreichs; 1289 Bestätigung durch Papst Nikolaus IV. als Universität; heute in drei autonome Universitäten aufgeteilt |
| 1215                        | Arezzo                      | Ende um 1260, Neugründung 1355, Auflösung um 1373 |
| 1218/19                     | Salamanca                   | älteste Universität Spaniens; vom leonesischen König Alfonso IX. gegründet |
| 1222                        | Padua                       | erste urkundliche Erwähnung, genaues Gründungsjahr nicht ermittelbar |
| 1224                        | Neapel                      | Gründung durch Friedrich II. |
| 1228                        | Vercelli                    | Ende im 14. Jahrhundert |
| 1229                        | Toulouse                    | zunächst von Ludwig dem Heiligen gegründete Rechtsfakultät |
| 1240                        | Siena                       | Ende um 1252, Neugründung 1357 |
| 1245                        | Studium der Römischen Kurie | |
| 1248                        | Piacenza                    | fragliche Eröffnung, Verlegung der Universität Pavia nach Piacenza 1398–1402 |
| um 1250                     | Angers                      | Anerkennung als studium generale 1337 |
| 1254–1260                   | Sevilla                     | Gründung eines studium mit zweifelhaftem Universitätsstatus durch König und Papst; Ende um 1270; Neugründung 1505 |
| 1261                        | Northampton                 | Gründung durch Heinrich III., der die Universität schon 1265 wieder auflöste, dritte englische Universität |
| Ende des 13. Jahrhunderts   | Valladolid                  | Anerkennung als studium generale 1346 |
| 1290                        | Lissabon                    | durch König Dionysius (Dinis) als studium generale gegründet; Verlegung nach Coimbra 1308–1338 und 1354–1377; endgültiger Umzug nach Coimbra 1537; Neugründung 1911 |
| 1300                        | Lleida                      | Gründung durch Jakob II.; 1717 geschlossen; Neugründung 1991 |
| 1303                        | Avignon                     | Blüte zur Zeit des Avignonesischen Papsttums 1309–1377 |
| 1303                        | Rom                         | Ende 14. Jahrhundert; Wiedereröffnung 1431 |
| 1306                        | Orléans                     | 1230 nur als Rechtsschule gegründet; Ende 18. Jahrhundert; Wiedereröffnung 1960 |
| 1308                        | Perugia                     | päpstliche Bulle durch Papst Clemens V.; seit dem 12. Jahrhundert mehrere universitates scholiarum mit studium generale; weitere päpstliche Bullen zwischen 1316 und 1321; 1355 Bestätigung des Universitätsstatus durch kaiserliche Bulle Kaiser Karl IV. und Erklärung zur Reichsuniversität |
| 1308                        | Coimbra                     | durch Verlegung der Universität Lissabon |
| 1318                        | Treviso                     | Ende wahrscheinlich Ende 14. Jahrhundert; Wiedereröffnung 1431 |
| 1332                        | Cahors                      | gegründet durch Papst Johannes XXII. |
| 1339                        | Grenoble                    | Ende Mitte 14. Jahrhundert |
| 1339                        | Verona                      | studium mit zweifelhaftem Universitätsstatus, Auflösung im 15. Jahrhundert |
| 1343                        | Pisa                        | Ende um 1360; Wiedereröffnung Anfang des 15. Jahrhunderts |
| 1346                        | Valladolid                  | |
| 1348                        | Prag                        | erste mitteleuropäische Universität und erste Universität im Heiligen Römischen Reich nördlich der Alpen, erste Lehrer vorwiegend Deutsche und Italiener; päpstliche Bulle durch Clemens VI. 1347, Stiftungsbrief Kaiser Karls IV. 1348 |
| 1349                        | Florenz                     | Verlegung nach Pisa 1472 |
| 1350                        | Perpignan                   | gegründet durch König Peter IV. von Aragón; Schließung 1794, Neugründung 1971 |
| 1354                        | Huesca                      | Ende erste Hälfte des 15. Jahrhunderts; Wiedereröffnung 1464 |
| 1361                        | Pavia                       | Gründer Kaiser Karl IV. am 13. April 1361, Verlegung nach Piacenza 1398; Wiedereröffnung 1412 |
| 1364                        | Krakau                      | Ende gegen 1370; Wiedereröffnung 1397 |
| 1365                        | Orange                      | Gründer Kaiser Karl IV. am 4. Juni 1365 |
| 1365                        | Wien                        | Gründung durch Herzog Rudolf IV., älteste noch bestehende Universität im deutschen Sprachraum |
| 1367                        | Fünfkirchen                 | teilweise Auflösung 1376; Wiedergründung im heutigen Pécs 2000 |
| 1369                        | Lucca                       | gegründet vom Kaiser Karl IV. am 6. Juni 1369, paradoxerweise in dem Jahr, in dem Lucca unabhängige Stadtrepublik wurde |
| 1380                        | Dyrrachium                  | Gegründet 1380; durch die Universität von Zadar abgelöst |
| 1386                        | Heidelberg                  | Gründung durch Kurfürst Ruprecht I. (Gründungsprivileg von Papst Urban VI. vom 23. Oktober 1385); älteste Universität in Deutschland mit durchgängigem Lehrbetrieb |
| 1388                        | Köln                        | Generalstudien der geistlichen Orden seit 1248 (Dominikaner gegründet durch Albertus Magnus); Gründung der Universität durch die Stadt Köln am 21. Mai 1388 mit Genehmigung durch Papst Urban VI.; 1798 durch die Franzosen geschlossen; 1919 durch die Stadt wieder gegründet als Universität zu Köln mit Genehmigung der preußischen Regierung                                                                                 |
| 1391                        | Ferrara                     | Ende 1394; Wiedereröffnung 1430 |
| 1392                        | Erfurt                      | Gründung durch die Stadt Erfurt (Gründungsprivilegien von Papst Clemens VII. von 1379 und weiterhin von Papst Urban VI. vom 4. Mai 1389); 1392 Aufnahme des Lehrbetriebs; 1816 geschlossen, 1994 neu gegründet |
| 1395                        | Buda                        | Ende 1400; Wiedereröffnung 1410 |
| 1396                        | Zadar                       | Gegründet als Universitas Iadertina; 1807 durch ein Lycée ersetzt; 2002 Neugründung |
| 1402                        | Würzburg                    | 1413 geschlossen; 1582 neu gegründet |
| 1404                        | Turin                       | Lehrbetrieb 1536 zeitweilig unterbrochen |
| 1409                        | Leipzig                     | Zweitälteste Universität Deutschlands mit durchgehendem Lehrbetrieb (nach Heidelberg), gegründet nach einem Exodus der Magister und Scholaren von der Universität Prag |
| 1409                        | Aix-en-Provence             | gegründet von Ludwig II., dem Herzog der Provence; 1791 aufgelöst zugunsten der Selbständigkeit der einzelnen Fakultäten; seit 1969 Universität Aix-Marseille |
| 1411                        | St. Andrews                 | älteste Universität Schottlands und drittälteste bestehende englischsprachige Universität; Gründung durch päpstliche Bulle von Gegenpapst Benedikt XIII. |
| 1412–1420                   | Parma                       | mit dem Anspruch, studium generale zu sein |
| 1419                        | Rostock                     | gegründet mit päpstlicher Bulle von Papst Martin V. durch die Herzöge Johann IV. und Albrecht V. von Mecklenburg und den Rat der Hansestadt Rostock als erste Universität in Norddeutschland und im gesamten Ostseeraum. Auf kirchlichen Druck 1437–1443 in Greifswald, 1487 bis 1488 in Lübeck. |
| 1422                        | Dole                        | gegründet von Philipp dem Guten; 1678 von Ludwig XIV. nach Besançon überführt |
| 1425                        | Löwen                       | 1797 aufgelöst gemäß der Verordnung des Nationalkonvents vom 15. September 1793, die alle Hochschulen und Universitäten in der französischen Republik schloss. Später wurden weitere Universitäten in der Stadt Löwen gegründet, die Reichsuniversität Löwen (1817–1835), ab 1834 ersetzt durch die Katholische Universität Mecheln. 1968 wurde diese in eine französisch- und eine niederländischsprachige Universität geteilt. |
| 1431                        | Poitiers                    | gegründet durch König Karl VII. von Frankreich mit päpstlicher Bulle von Papst Eugen IV. mit Fakultäten für Theologie, Kriegsrecht, Bürgerliches Recht, Medizin und Kunst. Im 16. Jahrhundert entwickelte sich die Universität Poitiers neben der Universität Paris zur zweitwichtigsten Hochschule Frankreichs |
| 1432                        | Caen                        | gegründet durch Heinrich VI. von England, 1452 durch den französischen König Karl VII. bestätigt |
| 1441                        | Bordeaux                    | päpstliche Bulle Papst Eugens IV.; 1793 aufgelöst; 1896 neu gegründet; 1968 in vier Universitäten aufgeteilt |
| 1444                        | Catania                     | gegründet von Alfons V. von Aragon, päpstliche Bulle von Eugen IV. |
| 1446                        | Girona                      | königliche Gründungsurkunde; Universitätstätigkeit erst im 16. Jahrhundert |
| 1450                        | Barcelona                   | gegründet von König Alfons dem Großmütigen |
| 1451                        | Glasgow                     | gegründet auf Vorschlag von König Jakob II mit päpstlicher Bulle von Papst Nikolaus V.; zweitälteste Universität Schottlands und viertälteste Großbritanniens |
| 1452                        | Valence                     | gegründet durch Ludwig XI.; 1792 aufgelöst |
| 1453                        | Istanbul                    | gegründet durch Mehmed II. als Madrasa |
| 1456                        | Greifswald                  | gegründet auf Initiative des Bürgermeisters (und ersten Rektors) Heinrich Rubenow mit päpstlicher (Calixt III.) und kaiserlicher (Friedrich III.) Genehmigung unter dem Schutz des pommerschen Herzogs Wartislaw IX. |
| 1457                        | Freiburg im Breisgau        | gegründet vom österreichischen Erzherzog Albrecht VI. |
| 1459                        | Basel                       | älteste Universität der Schweiz; Gründung im Zusammenhang mit dem Basler Konzil; päpstliche Bulle von Papst Pius II. am 12. November 1459; Eröffnung am 4. April 1460 |
| 1459                        | Ingolstadt                  | gegründet von Herzog Ludwig dem Reichen mit Bulle von Papst Pius II.; wegen Finanzierungsschwierigkeiten erst 1472 eröffnet; 1800–1826 Sitz der Ludovico Maximilianea in Landshut; 1826 nach München verlegt, wo sie als Ludwig-Maximilians-Universität weiterhin besteht |
| 1460                        | Nantes                      | gegründet von Herzog Franz II. der Bretagne und mit Bulle von Papst Pius II. |
| 1464                        | Bourges                     | gegründet von Ludwig XI. |
| 1465                        | Preßburg                    | Auflösung Ende des 15. Jahrhunderts |
| 1470                        | Venedig                     | Arztkollegium mit Promotionsrecht |
| 1471                        | Genua                       | Eröffnung 1513 |
| 1473                        | Trier                       | Gründung durch die Stadt Trier auf Initiative des Trierer Erzbischofs Jakob I. von Sierck mit Bulle von Papst Nikolaus V.; Neugründung 1970 |
| 1474                        | Saragossa                   | gegründet von König Ferdinand I. von Sizilien mit Bulle von Papst Sixtus IV. |
| 1475                        | Kopenhagen                  | gegründet von Christian I. mit Bulle von Papst Sixtus IV. |
| 1477                        | Mainz                       | gegründet vom Mainzer Erzbischof, Kurfürst und Reichserzkanzler Diether von Isenburg; 1946 wiedergegründet als Johannes Gutenberg-Universität |
| 1477                        | Tübingen                    | Gründung des Grafen Eberhard im Barte mit Bulle von Papst Sixtus IV. |
| 1477                        | Uppsala                     | gegründet von Erzbischof Jakob Ulfsson und dem Regenten Sten Sture dem Älteren |
| 1483                        | Palma                       | gegründet von Ferdinand II. von Aragonien als Estudi General Lul-lià in Palma, Mallorca. Die Hochschule wurde nach dem Philosophen und Schriftsteller Ramon Llull benannt. Sie war bis 1835 in Betrieb, als sie nach heftigen Debatten geschlossen wurde. 1978 wiedergegründet als Universität der Balearen. |
| 1489                        | Sigüenza                    | 1483 als Kolleg (päpstliche Bulle von Sixtus IV.), 1489 als Universität (Innozenz VIII.); 1837 aufgelöst |
| 1495                        | Aberdeen                    | Gründung des King’s College; 1593 Marischal College; Zusammenlegung 1860 |
| 1498                        | Frankfurt (Oder)            | Eröffnung 1506; 1811 geschlossen; 1992 Neugründung |
| 1499                        | Alcalá                      | heute Universität Complutense Madrid |
| 1500                        | Valencia                    | Gründung durch Papst Alexander VI. und König Ferdinand II.; Hohe Schule seit 1245, 1412 Estudi generali, 1416–1498 unterbrochen |
| 1502                        | Wittenberg                  | gegründet durch Kurfürst Friedrich III. den Weisen von Sachsen; durch die Lehrtätigkeit Martin Luthers (1508 berufen) wichtigste Lehrstätte der Reformation; 1813 geschlossen, 1817 mit der Universität Halle zusammengelegt |
| 1505                        | Sevilla                     | päpstliche Bulle durch Papst Julius II. |
| 1521                        | Toledo                      | |
| 1526                        | Santiago de Compostela      | päpstliche Bulle durch Clemens VII.; seit 1495 akademische Schule; 1504 Anerkennung durch Julius II. |
| 1527                        | Marburg                     | von Landgraf Philipp dem Großmütigen als protestantische Hochschule gegründet; 1541 Universitätsprivileg von Kaiser Karl V. |
| 1531                        | Granada                     | gegründet auf Initiative Kaiser Karls V. mit päpstlicher Bulle von Clemens VIII.; Fortführung der arabischen Universität La Madraza |
| 1534                        | Sahagún                     | |
| 1538                        | Santo Domingo               | erste Universität auf dem amerikanischen Kontinent; seit 1518 Studium Generale des Dominikanerordens, 1538 Universidad Santo Tomás de Aquino durch päpstliche Bulle Pauls III., 1558 Bestätigung durch kaiserliches Dekret Karls V., 1823 geschlossen |
| 1539                        | Nîmes                       | hugenottische Universitätsgründung |
| 1540                        | Macerata                    | päpstliche Bulle durch Papst Paul III. |
| 1540                        | Oñati                       | in Hernani gegründet, 1548 nach Oñati verlegt, 1901 geschlossen |
| 1542                        | Baeza                       | |
| 1542                        | Tournon                     | |
| 1544                        | Königsberg                  | von Herzog Albrecht I. von Brandenburg-Ansbach als lutherische Universität gegründet; als erste Universität hatte die Königsberger Universität weder ein Privileg des Kaisers noch eines des Papstes, erhielt aber 1560 ein polnisches Privileg |
| 1547                        | Gandía                      | 1772 im Zuge der Auflösung des Jesuitenordens geschlossen |
| 1548                        | Reims                       | auf Anraten des Kardinals von Lothringen von Papst Paul III. zur Universität erhoben; 1793 aufgelöst; Neugründung 1971 |
| 1548                        | Messina                     | Rechtsschule seit dem 13. Jahrhundert |
| 1548/49                     | Osuna                       | |
| 1550                        | Almagro                     | |
| 1551                        | Rom                         | |
| 1551                        | Lima                        | älteste Universität Perus |
| 1551                        | Tortosa                     | |
| 1552                        | Orihuela                    | |
| 1553                        | Mexiko-Stadt                | älteste Universität Mexikos; 1865 aufgelöst, 1910 neu gegründet |
| 1553                        | Dillingen                   | 1549 als „Collegium S. Hieronymi“ durch Kardinal Otto Truchsess von Waldburg gegründet und 1551 durch Papst Julius III. zur Universität erhoben, Privileg Kaiser Karls V. 1553 |
| 1555                        | Burgo de Osma               | |
| 1555                        | Évora                       | gegründet von Kardinal Heinrich I., päpstliche Bulle von Papst Paul IV.; getragen von der Gesellschaft Jesu |
| 1556                        | Mailand                     | Neugründung 1923 |
| 1558                        | Jena                        | 1547 Gründung als Hohe Schule durch Kurfürst Johann Friedrich von Sachsen; kaiserliches Universitätsprivileg durch Ferdinand I. |
| 1559                        | Nizza                       | |
| 1559/60                     | Douai                       | gegründet durch Philipp II. von Spanien, päpstliche Bulle von Paul IV., 1560 von Pius IV. bestätigt |
| 1559                        | Genf                        | von Johannes Calvin als Akademie gegründet; Universitätsrang seit 1873 |
| 1560                        | Mondoví                     | |
| 1562                        | Ancona                      | |
| 1565                        | Estella                     | |
| 1568                        | Braunsberg                  | |
| 1572                        | Pont-à-Mousson              | |
| 1573                        | Olmütz                      | 1566 als Jesuiten-Seminar gegründet |
| 1574                        | Oviedo                      | |
| 1575/76                     | Helmstedt                   | erste Neugründung einer protestantischen Universität in Norddeutschland; von Herzog Julius von Braunschweig-Wolfenbüttel gegründet; 1810 geschlossen |
| 1575                        | Leiden                      | älteste Universität der Niederlande, von Wilhelm I. von Nassau-Oranien gegründet |
| 1576                        | Ávila                       | |
| 1578                        | Neustadt an der Weinstraße  | calvinistische Universität; 1583/84 aufgelöst, Lehrbetrieb nach Heidelberg verlegt |
| 1578                        | Palermo                     | Medizin- und Rechtsschule seit 1498; 1767 aufgelöst, 1806 wiedergegründet |
| 1578/79                     | Vilnius                     | älteste baltische Universität; 1832–1919 und 1943–44 geschlossen |
| 1580                        | Santo Tomás                 | älteste kolumbianische Universität; |
| 1582/83                     | Edinburgh                   | von Jakob VI. ohne päpstliche Bulle gegründet |
| 1583                        | Orthez                      | |
| 1585                        | Fermo                       | |
| 1585                        | Franeker                    | als zweitälteste Universität der Niederlande gegründet von der Provinz Friesland, 1811 von den Franzosen aufgehoben. |
| 1585/86                     | Graz                        | durch Erzherzog Karl II. von Innerösterreich gegründet und an die Societas Jesu übergeben |
| 1587                        | El Escorial                 | |
| 1592                        | Dublin                      | Gründung des Trinity College |
| 1592                        | Malta                       | Gründung des Collegium Millitense der Jesuiten; seit 1769 staatliche Universität |
| 1594                        | Zamość                      | |
| 1595                        | Cebu-Stadt                  | älteste Universität der Philippinen |
| 1596/1604                   | Saumur                      | |
| 1599/1602                   | Sedan                       | |
| 1598                        | Montauban                   | |
| 1599                        | Vich                        | |
| 1601                        | Die                         | |
| 1606                        | Cagliari                    | |
| 1606                        | Fürth                       | Jeschiwa, jüdische Hochschule anfangs nur für die Ausbildung zum Rabbiner. Aufgelöst 1829. |
| 1607                        | Gießen                      | von Landgraf Ludwig V. von Hessen-Darmstadt als lutherische Universität gegründet, da die benachbarte Marburger Universität mit der Teilung des Landes Hessen 1605 calvinistisch geworden war; kaiserliches Patent durch Rudolf II. |
| 1611                        | Manila                      | auf die Universität von Cebu zurückgehend; vom Dominikanerorden getragen; durch Papst Innozenz X. zur Universität ernannt |
| 1612/14                     | Groningen                   | gegründet von Ubbo Emmius |
| 1614                        | Paderborn                   | gegründet durch Dietrich IV. von Fürstenberg; 1972 Neugründung |
| 1614                        | Solsona                     | |
| 1617                        | Molsheim                    | |
| 1617                        | Sassari                     | durch den Kaufmann Alessio Fontana gegründet und finanziert und anfangs von einem Jesuitenkolleg geleitet |
| 1619                        | Córdoba                     | älteste Universität Argentiniens |
| 1619                        | Pamplona                    | |
| 1619                        | Rinteln                     | erste lutherische Volluniversitätsgründung in Nordwestdeutschland durch Graf Ernst zu Holstein-Schaumburg, geschlossen 1810 |
| 1621/85                     | Straßburg                   | aus dem protestantischen Gymnasium hervorgegangen, das Johannes Sturm 1538 gründete; 1556 wurde das Gymnasium in den Rang einer Akademie erhoben, 1621 in eine Universität |
| 1622                        | Santiago de Chile           | älteste Universität Chiles |
| 1620/25                     | Salzburg                    | vom Salzburger Fürsterzbischof Paris Lodron gegründet; 1810 aufgelöst und in ein Lyzeum umgewandelt; seit 1850 Universitätsfakultät; 1962 als Universität neu gegründet |
| 1623                        | Altdorf                     | von der Reichsstadt Nürnberg gegründet; seit 1575 Akademie; 1809 aufgelöst |
| 1624                        | Sucre                       | |
| 1629                        | Osnabrück                   | bereits 1633 wieder geschlossen; 1974 neu gegründet |
| 1632                        | Dorpat (Tartu)              | gegründet von König Gustav II. Adolf von Schweden; 1710 geschlossen; 1802 durch den russischen Zaren Alexander I. als deutschsprachige Universität neu gegründet, seit den 1880er Jahren russischsprachig, seit 1919 im neu entstandenen Staat Estland estnischsprachige Nationaluniversität. |
| 1632                        | Amsterdam                   | gegründet von Jacob Barlaeus als voruniversitäre Bildungseinrichtung unter dem Namen Athenaeum Illustre Amsterdam. 1877 als städtische Universität umstrukturiert. |
| 1632                        | Kiew                        | die älteste Universität in der Ukraine; 1817 geschlossen; 1992 als moderne Universität wiedergegründet |
| 1633                        | Kassel                      | 1653 nach Marburg verlegt; 1970 als erste Gesamthochschule Deutschlands neu gegründet |
| 1635                        | Trnava (Tyrnau)             | 1777 nach Buda verlegt; heute Lorand-Eötvös-Wissenschaftsuniversität in Budapest |
| 1636                        | Utrecht                     | |
| 1636                        | Harvard                     | älteste Universität der USA |
| 1640                        | Turku                       | 1827 nach Helsinki |
| 1640                        | Harderwijk                  | 1811 geschlossen |
| 1647                        | Bamberg                     | 1803 im Zuge der Säkularisation aufgehoben; Wiedergründung 1972 |
| 1653                        | Rosario                     | gegründet in Bogotá, Kolumbien |
| 1654                        | Duisburg                    | von Kurfürst Friedrich Wilhelm von Brandenburg gegründet; 1818 aufgelöst; 1972 als Gesamthochschule neu gegründet |
| 1655                        | Nijmegen                    | 1923 Neugründung einer katholischen Universität |
| 1657                        | Košice (Kaschau)            | von Kaiser Leopold I. gegründet |
| 1661                        | Lemberg                     | die älteste kontinuierlich funktionierende Universität in der Ukraine |
| 1663                        | Laval                       | älteste Universität Kanadas |
| 1665                        | Kiel                        | von Herzog Christian-Albrecht von Holstein-Gottorf gegründet |
| 1666/68                     | Lund                        | seit 1425 studium generale |
| 1669                        | Innsbruck                   | von Kaiser Leopold I. gegründet |
| 1669                        | Zagreb                      | älteste Universität Kroatiens |
| 1671                        | Montbéliard                 | |
| 1671                        | Urbino                      | |
| 1674                        | Linz                        | 1966 Neugründung als Hochschule, 1975 Umwandlung in eine Universität |
| 1676                        | Guatemala-Stadt             | älteste Universität Zentralamerikas: Gründung durch den Dominikanerorden; bereits seit 1562 gab es ein Studienkolleg (Colegio Universitario de Santo Tomás) mit den Studiengängen Philosophie, Jura und Theologie |
| 1691                        | Besançon                    | |
| 1693                        | Halle                       | gegründet von Friedrich III. von Brandenburg |
| 1693                        | Williamsburg (Virginia)     | College of William and Mary |
| 1701                        | Yale                        | Gründung als Collegiate School |
| 1701                        | La Laguna                   | Gründung des Augustinerordens |
| 1702                        | Breslau                     | auf Betreiben der Jesuiten von Kaiser Leopold I. gegründet; 1811 mit der Universität Viadrina vereinigt; erste deutsche Universität mit einer katholischen und einer protestantischen Fakultät |
| 1721                        | Caracas                     | älteste Universität Venezuelas |
| 1722                        | Dijon                       | gegründet durch Ludwig XV. |
| 1722                        | Pau                         | |
| 1714/17                     | Cervera                     | 1717–1842 Verlegung der Universität Barcelona nach Cervera |
| 1724                        | St. Petersburg              | gegründet von Zar Peter I. nach Plänen von Gottfried Wilhelm Leibniz; 1803 bis 1819 existierte die Universität lediglich als Pädagogisches Institut, da die an die Universität gekoppelte Akademie der Wissenschaften sich aufgelöst hatte |
| 1727                        | Camerino                    | bereits 1336 gegründet; 1727 offizielle Anerkennung durch Papst Benedikt XIII. |
| 1728                        | Havanna                     | älteste Universität Kubas |
| 1732/34                     | Fulda                       | durch Adolph von Dalberg gegründet; 1805 geschlossen |
| 1733                        | Rennes                      | durch Wechsel der Rechtsfakultät der Universität Nantes nach Rennes; 1793 aufgelöst; 1806/09 Neugründung einzelner Fakultäten; seit 1896 Universitätsstatus |
| 1737 (Einweihung)           | Göttingen                   | 1732 von Georg August, Kurfürst von Hannover, Herzog zu Braunschweig-Lüneburg und als Georg II. zugleich König von Großbritannien, gegründet; kaiserliches Privileg durch Karl VI. |
| 1742/43                     | Erlangen                    | zunächst durch Markgraf Friedrich von Brandenburg-Bayreuth in Bayreuth gegründet, 1743 nach Erlangen verlegt |
| 1745                        | Braunschweig                | gegründet als Collegium Carolinum |
| 1746                        | Princeton                   | als College of New Jersey in Elizabeth gegründet, 1756 nach Princeton verlegt |
| 1748                        | Altamura                    | gegründet durch Karl III. von Spanien |
| 1754                        | New York                    | Columbia University; Gründung als King’s College |
| 1755                        | Philadelphia                | von Benjamin Franklin als College of Philadelphia gegründet; seit 1765 erste medizinische Fakultät in Nordamerika |
| 1755                        | Moskau                      | von Elisabeth I. auf Anregung Michail Lomonossows gegründet |
| 1760                        | Bützow                      | durch Herzog Friedrich von Mecklenburg-Schwerin auf Grund einer Auseinandersetzung um die Besetzung eines theologischen Lehrstuhls der Universität Rostock in Konkurrenz und unmittelbarer Nachbarschaft zu dieser gegründet; 1789 wieder aufgelöst |
| 1764                        | Providence                  | Brown University; Gründung als College of Rhode Island |
| 1765                        | Corte                       | Neugründung 1980 |
| 1765                        | Freiberg                    | Die Bergakademie Freiberg wurde 1765 durch Prinzregenten Xaver von Sachsen als Kurfürstlich-Sächsische Bergakademie zu Freiberg als montanistische Bildungseinrichtung gegründet. |
| 1766                        | New Brunswick (New Jersey)  | Rutgers University; Gründung als Queen’s College |
| 1768                        | Nancy                       | von den Herzogen von Lothringen in Pont-à-Mousson gegründet, 1769 nach Nancy verlegt |
| 1770                        | Hanover (New Hampshire)     | Dartmouth College |
| 1772/73                     | Modena                      | eine Vorgängereinrichtung existierte 1175–1338 |
| 1773                        | Istanbul                    | gegründet als „Mühendishane-i Bahrî-i Hümâyûn“; heute: „Istanbul Teknik Üniversitesi“ (türkisch für Technische Universität Istanbul) |
| 1775                        | Clausthal                   | 1775 gegründet als einjähriger Lehrkursus für Berg- und Hüttenleute; seit 1864 königliche Bergakademie; 1968 umbenannt in „Technische Universität Clausthal“ |
| 1780                        | Münster                     | 1631 von Papst Urban VIII. und Kaiser Ferdinand II. Gründungsprivilegien für eine Universität nicht umgesetzt; erneutes Privileg 1773 durch Papst Clemens XIV. und Kaiser Joseph II. |
| 1781                        | Stuttgart                   | 1770 als Hohe Karlsschule durch Herzog Carl-Eugen von Württemberg gegründet. 1781 von Kaiser Joseph II. zur Universität erhoben. Geschlossen 1794. 1829 Gründung der Vereinigten Real- und Gewerbeschule, die seit 1876 technische Hochschule war und 1967 zur Universität ausgebaut wurde |
| 1783                        | Murcia                      | |
| 1784                        | Bonn                        | 1777 als Kurkölnische Akademie Bonn; 1784 Universitätsprivileg von Joseph II.; 1798 aufgehoben; 1818 von Friedrich Wilhelm III. als preußische Universität wiedergegründet |
| 1785                        | Fredericton                 | älteste englischsprachige Universität Kanadas |
| 1789                        | Washington (Georgetown)     | durch den Jesuitenpater John Carroll gegründet; 1814 offizielle Anerkennung durch den Kongress |